# Río Sassandra
El río Sassandra es un río de África Occidental, que recorre principalmente el territorio de Costa de Marfil. Tiene su naciente en las tierras altas del  departamento de Odienné (9°09'41.4"N 7°11'52.3"W), en la meseta  que cubre el noroeste del país. En su curso habita el hipopótamo pigmeo y sus aguas atraviesan el borde oriental del parque nacional Monte Sangbé. Une sus aguas con el  río Tienba, que se origina en las montañas del norte de Costa de Marfil, con el río Gouan, que nace en las montañas de Guinea, el Sassandra discurre en dirección sursureste hasta su desembocadura en el golfo de Guinea (océano Atlántico).
En 1980 se construyó en su curso medio el embalse de Buyo, en la zona de su confluencia con el río Nzo. El río Davo desemboca también en el Sassandra a pocos kilómetros del océano. En su desembocadura se encuentra la villa de Sassandra.

## Trazado
Nace en el departamento de Odienné a 23 km al sureste de la aldea de Niémesso en la región de Denguélé. Fluye 58 km en dirección sur hasta la unión con el río Tienba, atravesando la zona agrícola de Borotou Koro. Luego sigue un curso sur – sureste de 650 km a través de los distritos de Woroba y 18 Montañas, en los que recibe las aguas del río Férédougouba que viene desde Guinea;  bordea el parque nacional del Monte Sangbé y los paisajes de sabana circundantes. Finalmente desemboca en el Océano Atlántico, en el Golfo de Guinea.

## Riqueza
En su tramo alto el río fue explorado y explotado en la búsqueda de diamantes. Actividad que se vio perjudicada con el embargo impuesto por Naciones Unidas a Costa de Marfil (2005-2014) al tráfico y venta en bruto de diamantes.
La industria maderera crece a sus orillas por los bosques de sipo y caoba. También la agricultura comercial con las plantaciones de plátanos y café´. Ambas producciones son estratégicas en la producción de bienes de exportación marfileños.

## Fauna
En sus aguas habita el tai o hipopótamo pigmeo.